# Большое Дивково
Большое Дивко́во — деревня в Кирилловском районе Вологодской области.
Фактически является деревней Дивково, что и отображено на дорожных указателях на дороге Белозерск-Кириллов. Деревня же состоит из двух частей — Малого Дивково, стоящее непосредственно на дороге и Большого Дивково, находящегося неподалёку на взгорке, расстояние между ними — порядка 200 метров.
Входит в состав Липовского сельского поселения, с точки зрения административно-территориального деления — в Липовский сельсовет.
Расстояние до районного центра Кириллова по автодороге — 19 км, до центра муниципального образования Вогнемы по прямой — 2 км. Ближайшие населённые пункты — Степановская, Пачево, Кузнецово, Вогнема.
По переписи 2002 года население — 4 человека.